# Matteo Orsini Rosso
Matteo Orsini Rosso (ur. 1230 – zm. 4 września 1305) – włoski kardynał z rzymskiej rodziny arystokratycznej Orsini. Nominację kardynalską (z tytułem diakona S. Maria in Portico) otrzymał z rąk papieża Urbana IV w 1262. W 1264 został legatem papieskim w prowincjach Marche i Patrymonium, gdzie walczył z Pietro da Vico, sprzymierzeńcem króla Sycylii Manfreda Hohenstaufa. Archiprezbiter bazyliki watykańskiej od 1278 roku; był też protektorem zakonu franciszkańskiego (w 1279) i archiprezbiterem bazyliki laterańskiej (od 1302). Był jednym z liderów frakcji kardynałów przeciwnych dominacji Andegawenów we Włoszech. Po śmierci Mikołaja III został uwięziony (wraz z bratem zmarłego papieża Giordano Orsini) przez proandegaweńskie władze Viterbo, gdzie odbywała się Papieska elekcja 1280–1281, w wyniku czego papieżem został Francuz Marcin IV. Protodiakon od 1287. Na konklawe 1294 został wybrany na papieża, jednak odmówił przyjęcia tej godności i ostatecznie tiarę uzyskał wówczas Bonifacy VIII. Popierał Bonifacego VIII w jego sporze z królem Francji Filipem IV, a po jego śmierci opowiadał się za kontynuacją konfrontacyjnej polityki wobec króla. Autor wielu dzieł teologicznych (m.in. De auctoritate Ecclesiae). Zmarł w Perugii krótko po wyborze Klemensa V.